# Litèrnum
Litèrnum (en llatí: Liternum, en grec antic: Λίτερνον o Λείτερνον), moderna Tor di Patria, va ser una ciutat a la costa de Campània entre Cumes i la desembocadura del Volturnus, i a la boca del riu Liternum (Clanius o Lagno) on el riu formava una zona de llacunes coneguda com a Literna Palus, segons diuen Estrabó i Sili Itàlic, avui Lago di Patria. Estava rodejada d'extensos aiguamolls.
No se sap ben bé si era una ciutat abans que fos una colònia romana, però probablement ho era encara que de poca importància. La colònia es va fundar l'any 194 aC al mateix temps que la de Volturnus i era una "coloniae maritimae civium". Els colons no van ser gaire nombrosos, uns 300. La ciutat, envoltada de maresmes, mai va tenir importància fora del fet que va ser escollida per Escipió l'Africà com a lloc de retirament, cansat, deia, de la vida pública, i buscant una mena d'exili voluntari. Més tard August hi va enviar nous colons i la construcció per Domicià de la via Domícia li va donar una nova empenta però tampoc va arribar mai a ser important. No obstant constava als Itineraris, i en parlen, a més d'Estrabó, Claudi Ptolemeu, Pomponi Mela i Plini el Vell. Se sap que va existir com a ciutat almenys fins al temps de Valentinià II (emperador del 375 al 387), i probablement la van destruir els vàndals al segle v.
La vil·la d'Escipió, on va passar els darrers anys de la seva vida, encara existia en temps de Sèneca, que en va fer una descripció detallada. Diu que era una vil·la molt senzilla, sense ostentacions supèrflues, cosa que contrastava amb el luxe de la majoria de vil·les romanes. Plini el Vell explica que algunes de les oliveres i murtes plantades per Escipió encara hi eren al seu temps. La seva tomba es mostrava a Liternum en temps d'Estrabó i Titus Livi, però hi havia dubtes de si realment hi va ser enterrat. El conegut epitafi que, segons Valeri Màxim, va fer gravar a la seva tomba, «Ingrata patria, ne ossa quidem mea habes» ('Pàtria ingrata, ni tan sols tens els meus ossos'), no existia en temps de Sèneca, que no està segur de que a Litèrnum hi hagués els seu cos, però creu que més aviat era allí que a la tomba dels Escipions a Roma.